# Appenweier
Appenweier ist eine Gemeinde des Ortenaukreises in Baden-Württemberg und liegt rund sieben Kilometer nördlich des Oberzentrums Offenburg.

## Geographie

### Geographische Lage
Appenweier besteht aus der Hauptgemeinde Appenweier, den Ortsteilen Urloffen und Zimmern sowie dem in der Vorbergzone gelegenen Nesselried.
Der Ortsteil Nesselried zieht sich durch das Wannenbachtal in die Rebberge, Urloffen und Zimmern liegen hingegen nördlich von Appenweier.

### Gemeindegliederung
Zu Appenweier gehören die früher selbstständigen Gemeinden Nesselried und Urloffen. Zur Gemeinde Appenweier in den Grenzen von 1970 gehört das Dorf Appenweier. Zur ehemaligen Gemeinde Nesselried gehören das Dorf Nesselried und die Weiler Illental und Kohlstatt. Zur ehemaligen Gemeinde Urloffen gehören das Dorf Urloffen und der Weiler Zimmern, welcher baulich mit Urloffen verbunden ist. Im Gemeindeteil Appenweier lag der in Appenweier aufgegangene Weiler Heetlisberg. Im Gemeindeteil Nesselried lag das aufgegangene Gehöft Weilerhof und die abgegangenen Ortschaften Schweighof und Ufholz. Im Gemeindeteil Urloffen lagen die abgegangenen Ortschaften Rüchelnheim und Wisungen

## Geschichte

### Appenweier
Die erste urkundliche Nennung Appenweiers erfolgte im Jahre 884 als Abbunuuileri. Damit zählt Appenweier zu den ältesten schriftlich überlieferten Orten im Ortenaukreis. Der Name geht auf den althochdeutschen Personennamen Abbo und wilari zurück und bedeutet ‚Weiler des Abbo‘.
In Appenweier wurden von 1575 bis 1630 Hexenverfolgungen durchgeführt. 35 Frauen und Männer gerieten in Hexenprozesse und wurden hingerichtet.
Im Dreißigjährigen Krieg wurde der Ort Opfer schlimmster Verwüstungen, die in den folgenden Revolutionskriegen fortgesetzt wurden. 1632 wurde Appenweier von schwedischen Truppen niedergebrannt, 1689 folgten Brandschatzungen durch französische Truppen.
Im Jahre 1750 wurde die dem heiligen Michael geweihte Kirche im alten Ortskern im Rokokostil neu errichtet. Appenweier gehörte bis 1805 zur Landvogtei Ortenau und kam dann durch den Reichsdeputationshauptschluss zum Großherzogtum Baden, wo es zum Amtsbezirk Kehl zählte, aus dem später der Landkreis Kehl wurde. Aufgrund der Kreisreform fiel der Ort 1973 an den Ortenaukreis.

### Ortsteile

#### Nesselried mit Kohlstatt und Illental

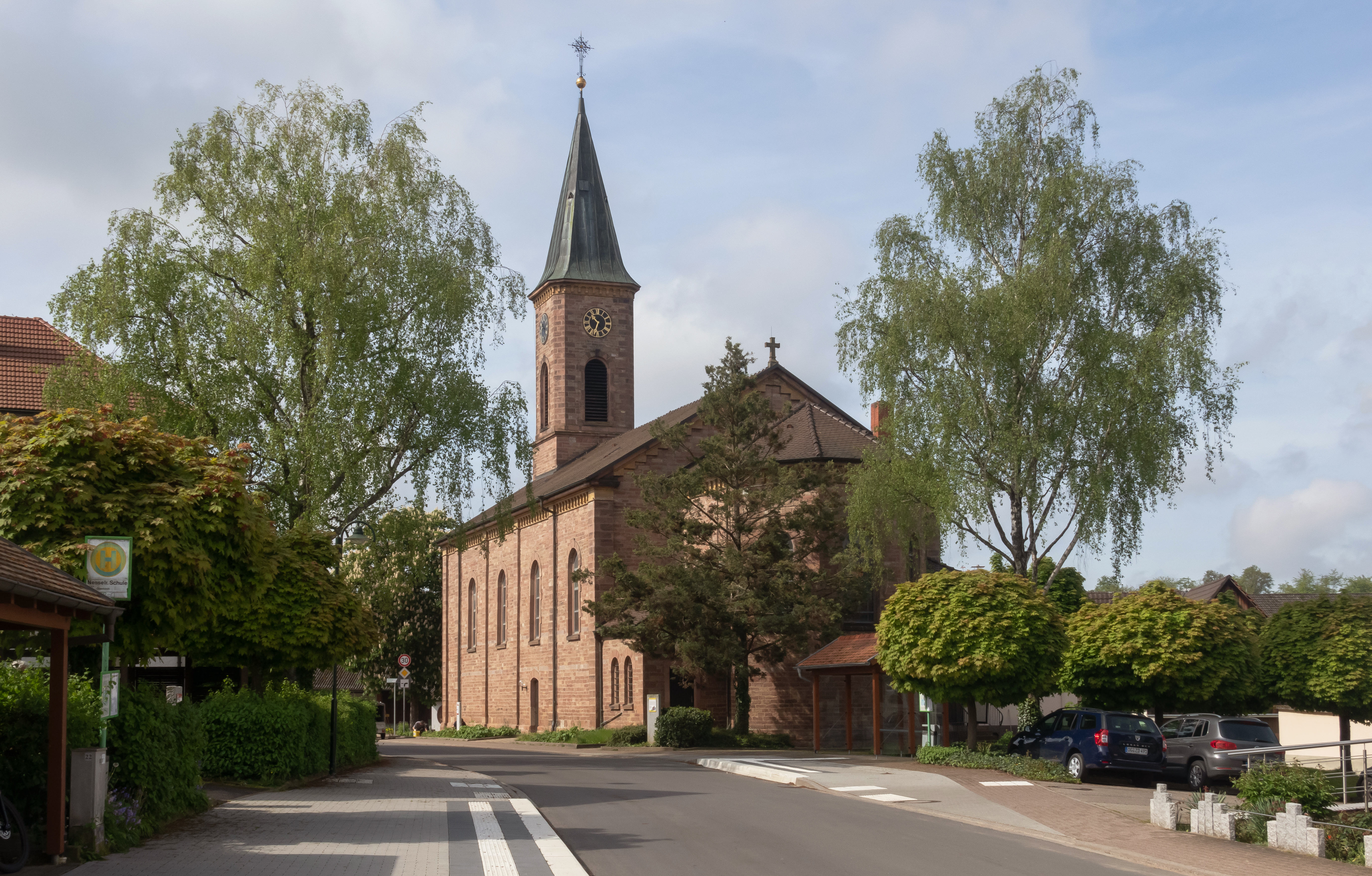
Nesselried, Wallfahrtskirche

| Wappen Nesselried | Zum ersten Mal urkundlich erwähnt wurde Nesselried im Jahre 1120. Die ursprünglichen Gemeinden Unternesselried und Obernesselried vereinigten sich im Jahre 1871 zu Nesselried. Genau hundert Jahre später wurde am 1. Dezember 1971 diese Gemeinde nach Appenweier eingemeindet und wechselte somit vom Landkreis Offenburg in den Landkreis Kehl, bis auch dieser infolge der Kreisreform aufgelöst wurde. Nesselried besteht zudem noch aus den beiden Weilern Illental und Kohlstatt. |

#### Urloffen und Zimmern
|  | Urloffen wurde im Jahre 1150 zum ersten Mal in einer Urkunde erwähnt. Am 1. Januar 1975 wurde die Gemeinde gegen großen Widerstand ihrer Einwohner nach Appenweier eingemeindet. Bereits zwei Jahre zuvor, am 1. Januar 1973, gelangte Urloffen vom Landkreis Kehl in den neuen Ortenaukreis. Der Weiler Zimmern liegt direkt an der Bundesstraße 3 nördlich von Appenweier und ist baulich durch die Rheintalbahn von Urloffen getrennt. |

### Einwohnerentwicklung

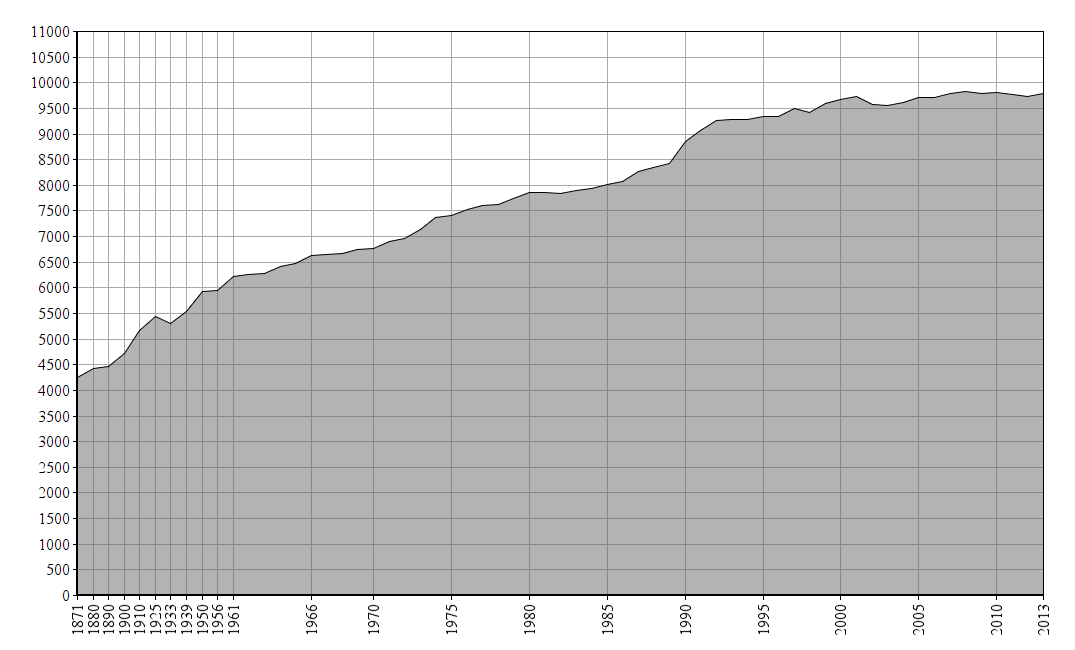
Appenweier Bevölkerungsentwicklung

Einwohnerzahlen nach dem jeweiligen Gebietsstand. Die Zahlen sind Schätzungen, Volkszählungsergebnisse (¹) oder amtliche Fortschreibungen des Statistischen Landesamtes Baden-Württemberg
| Jahr               | Einwohner |
| ------------------ | --------- |
| 1834               | 1.325     |
| 1864               | 1.494     |
| 01. Dezember 1871  | 4.245     |
| 01. Dezember 1880  | 4.435     |
| 01. Dezember 1890  | 4.473     |
| 01. Dezember 1900  | 4.727     |
| 01. Dezember 1910  | 5.163     |
| 1913               | 1.881     |
| 16. Juni 1925      | 5.443     |
| 16. Juni 1933      | 5.309     |
| 17. Mai 1939       | 5.535     |
| 13. September 1950 | 5.933     |
| 06. Juni 1961      | 2.307     |

| Jahr              | Einwohner |
| ----------------- | --------- |
| 27. Mai 1970      | 2.732     |
| 31. Dezember 1980 | 7.859     |
| 25. Mai 1987      | 8.229     |
| 31. Dezember 1990 | 8.862     |
| 31. Dezember 1995 | 9.348     |
| 31. Dezember 2000 | 9.683     |
| 31. Dezember 2005 | 9.708     |
| 31. Dezember 2010 | 9.802     |
| 31. Dezember 2015 | 10.068    |
| 31. Dezember 2020 | 10.217    |

## Politik

### Gemeinderat
Der Gemeinderat in Appenweier besteht aus 19 Mitgliedern und dem Bürgermeister als Vorsitzendem. Der Bürgermeister ist im Gemeinderat stimmberechtigt. Die Kommunalwahl am 9. Juni 2024 führte zu folgendem vorläufigen Endergebnis.
| Parteien und Wählergemeinschaften | Parteien und Wählergemeinschaften           | % 2024 | Sitze 2024 | % 2019 | Sitze 2019 | Kommunalwahl 2024 %403020100 31,1 %39,9 %17,7 %11,3 % CDUFWGrüneSPDGewinne und Verlusteim Vergleich zu 2019 %p 8 6 4 2 0 −2 −4 −6 −8−1,6 %p+7,7 %p−6,1 %p−0,1 %pCDUFWGrüneSPD |
| CDU                               | Christlich Demokratische Union Deutschlands | 31,1   | 7          | 32,7   | 6          | Kommunalwahl 2024 %403020100 31,1 %39,9 %17,7 %11,3 % CDUFWGrüneSPDGewinne und Verlusteim Vergleich zu 2019 %p 8 6 4 2 0 −2 −4 −6 −8−1,6 %p+7,7 %p−6,1 %p−0,1 %pCDUFWGrüneSPD |
| FW                                | Freie Wähler Appenweier-Nesselried-Urloffen | 39,9   | 9          | 32,2   | 6          | Kommunalwahl 2024 %403020100 31,1 %39,9 %17,7 %11,3 % CDUFWGrüneSPDGewinne und Verlusteim Vergleich zu 2019 %p 8 6 4 2 0 −2 −4 −6 −8−1,6 %p+7,7 %p−6,1 %p−0,1 %pCDUFWGrüneSPD |
| FL/GRÜNE                          | Frauenliste/Die Grünen                      | 17,7   | 4          | 23,8   | 5          | Kommunalwahl 2024 %403020100 31,1 %39,9 %17,7 %11,3 % CDUFWGrüneSPDGewinne und Verlusteim Vergleich zu 2019 %p 8 6 4 2 0 −2 −4 −6 −8−1,6 %p+7,7 %p−6,1 %p−0,1 %pCDUFWGrüneSPD |
| SPD                               | Sozialdemokratische Partei Deutschlands     | 11,3   | 2          | 11,4   | 2          | Kommunalwahl 2024 %403020100 31,1 %39,9 %17,7 %11,3 % CDUFWGrüneSPDGewinne und Verlusteim Vergleich zu 2019 %p 8 6 4 2 0 −2 −4 −6 −8−1,6 %p+7,7 %p−6,1 %p−0,1 %pCDUFWGrüneSPD |
| gesamt                            | gesamt                                      | 100,0  | 22         | 100,0  | 19         | Kommunalwahl 2024 %403020100 31,1 %39,9 %17,7 %11,3 % CDUFWGrüneSPDGewinne und Verlusteim Vergleich zu 2019 %p 8 6 4 2 0 −2 −4 −6 −8−1,6 %p+7,7 %p−6,1 %p−0,1 %pCDUFWGrüneSPD |
| Wahlbeteiligung                   | Wahlbeteiligung                             | 61,2 % | 61,2 %     | 56,8 % | 56,8 %     | Kommunalwahl 2024 %403020100 31,1 %39,9 %17,7 %11,3 % CDUFWGrüneSPDGewinne und Verlusteim Vergleich zu 2019 %p 8 6 4 2 0 −2 −4 −6 −8−1,6 %p+7,7 %p−6,1 %p−0,1 %pCDUFWGrüneSPD |

### Wappen
Das Wappen von Appenweier zeigt vor goldenem Hintergrund den Heiligen Michael mit blauem Gewand und ausgebreiteten Flügeln, stehend auf einem grünen Drachen. In seiner Rechten hält der Heilige Michael eine schwarze Lanze, in seiner Linken einen Schild. Die offizielle Blasonierung lautet: In Gold ein blau gerüsteter Erzengel (Michael) auf dem Bauch eines liegenden, zweibeinigen, grünen Drachen stehend, diesem mit der Rechten einen schwarzen Speer in den Rachen stoßend, in der Linken einen blauen Schild mit durchgehendem goldenem Kreuz haltend.

### Bürgermeister
- 1969–1977: Günter Kaufmann (SPD)
- 1977–2001: Siegfried Götz
- 2001–2010: Hansjürgen Stein (durch Tod ausgeschieden)
- 2011–2023: Manuel Tabor (CDU)
- seit 2024: Viktor Lorenz

Lorenz wurde am 21. Januar 2024 mit 53,4 Prozent der Stimmen zum Bürgermeister gewählt und trat das Amt am 1. März 2024 an.

### Städtepartnerschaften
Appenweier unterhält mit folgender Stadt eine Städtepartnerschaft:
- Montlouis-sur-Loire, Centre-Val de Loire, Frankreich, seit 1975

Ein Fahrzeug der Ortenau-S-Bahn trägt den Namen Appenweier.

## Kultur und Sehenswürdigkeiten

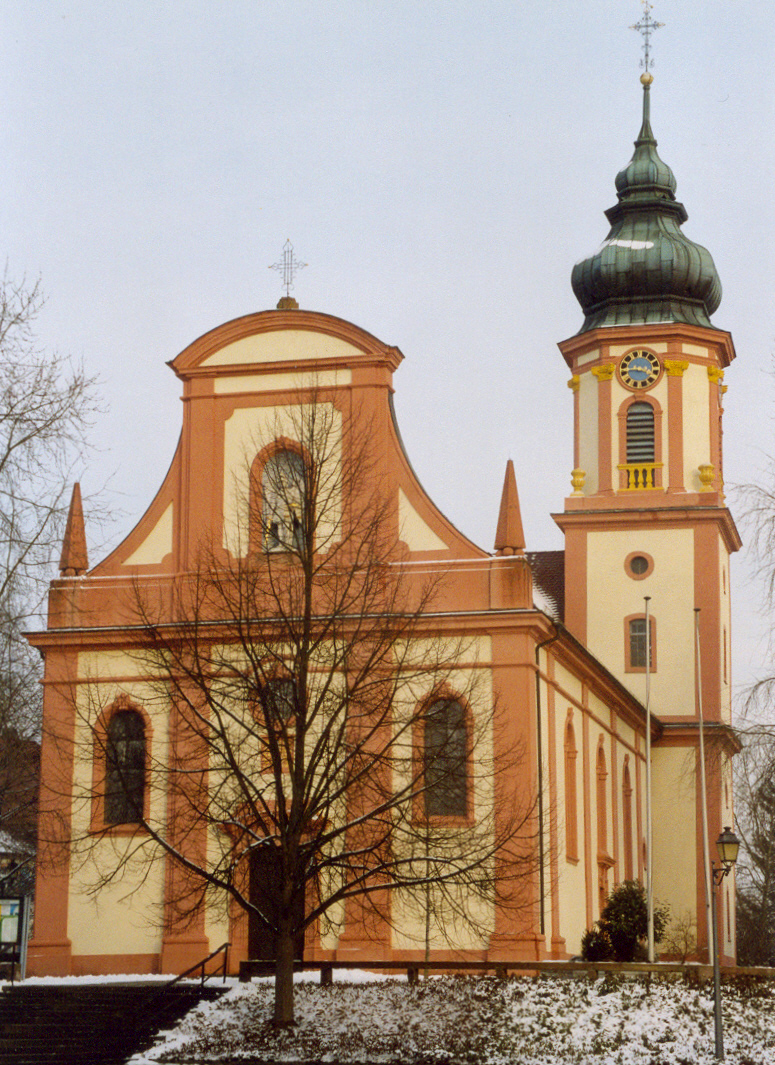
Appenweier: St. Michael

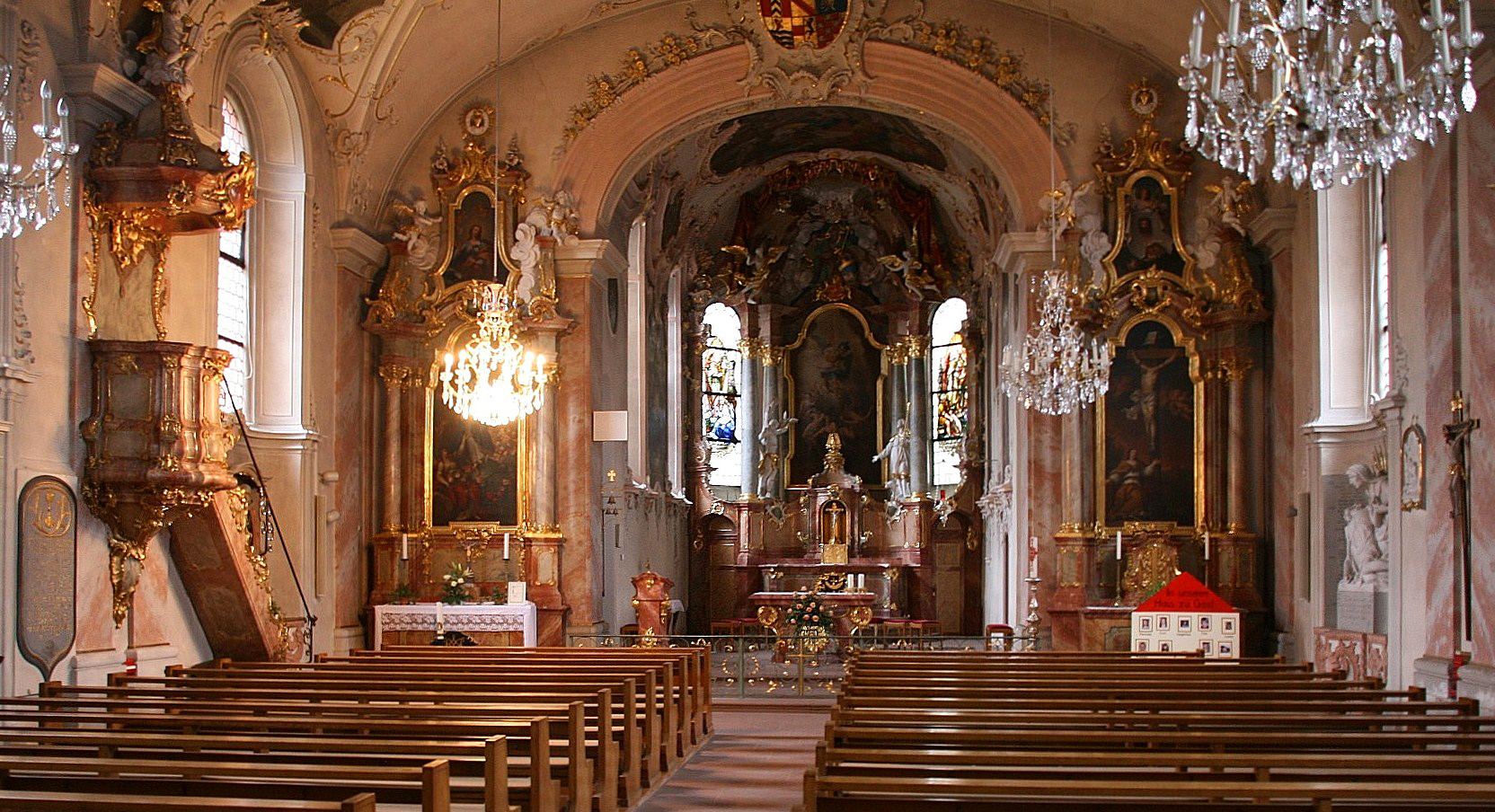
St. Michael, Innenraum

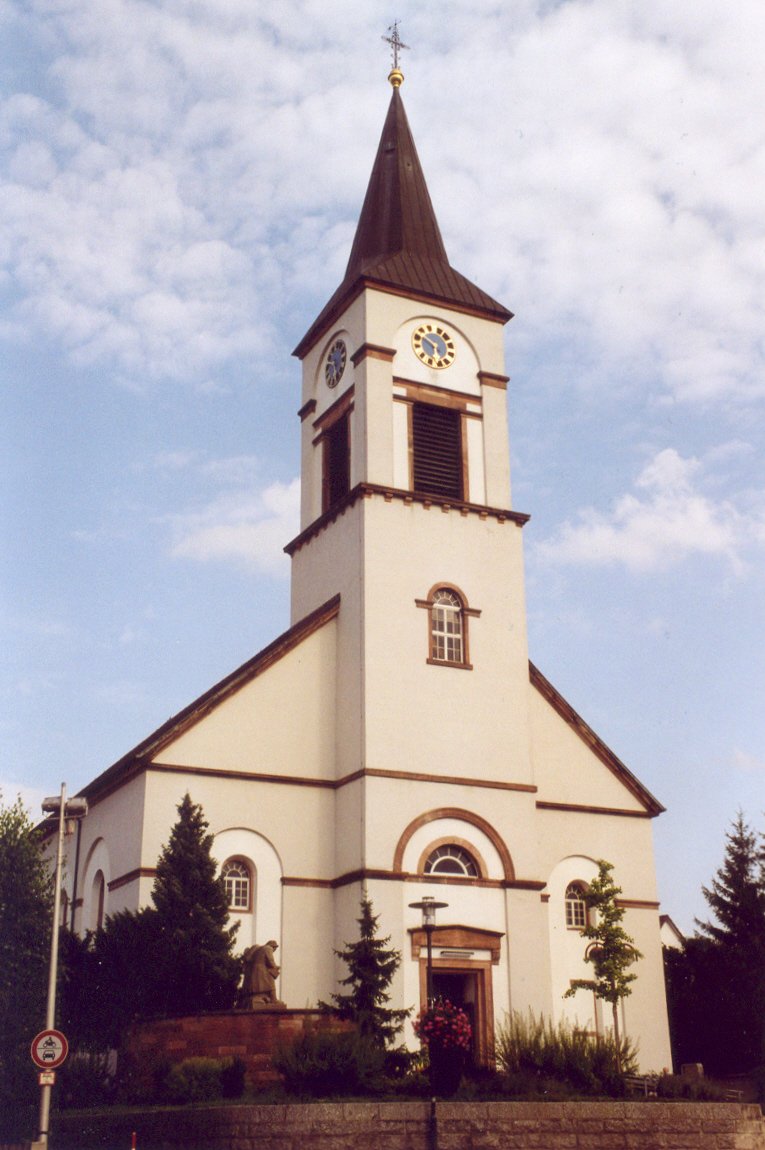
Urloffen: Kirche im Weinbrenner-Klassizismus

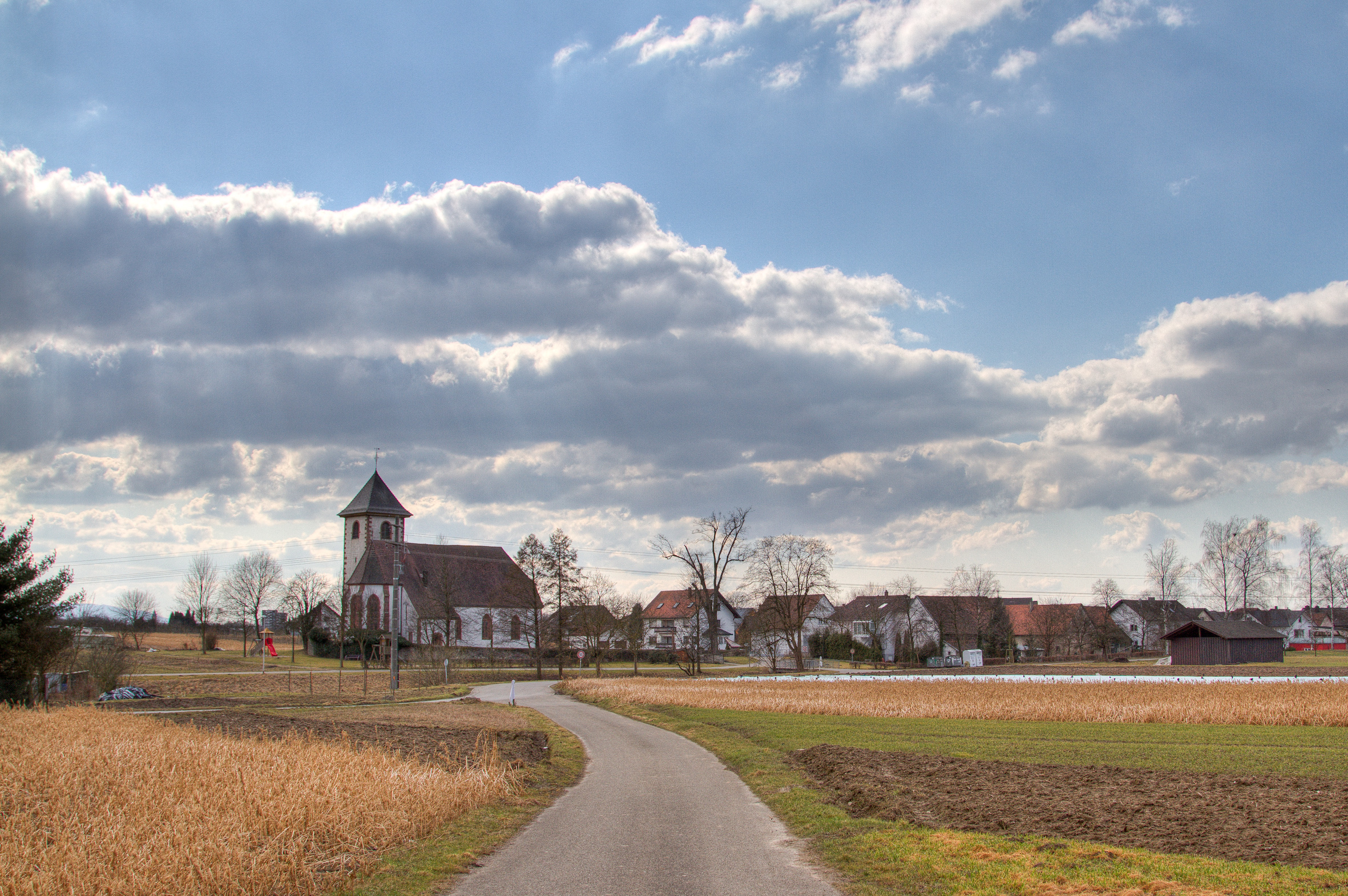
Blick auf den Weiler Zimmern mit Wallfahrtskirche

### Bauwerke
- Die katholische Pfarrkirche St. Michael in Appenweier. Die Kirche wurde 1748–1750 nach Entwurf von Ignaz Krohmer, Hofbaumeister der Markgrafschaft Baden-Baden, errichtet. Die Barockkirche besitzt für (historisch) dörfliche Verhältnisse eine überdurchschnittlich reiche Auszierung der Außenarchitektur und noch stärker der Innenarchitektur. Hier war Kirchenmaler Benedikt Gambs tätig. Die Stuckaturen sind von Johannes Schütz.
- Sehenswert im Ortsteil Urloffen ist die klassizistische Sankt Martinskirche, entworfen und ausgeführt von Hans Voß im Weinbrenner-Stil. Sie zeigt ein spätes Beispiel des für Baden typischen Klassizismus. Monumental stößt der Kirchturm aus der Vorderseite des Kirchenschiffes in die Höhe. Durchaus untypisch für den Weinbrenner-Stil ist ein gewisser Schmuckreichtum für die Fassaden des Langhauses. Der Baldachin über dem Hochaltar aus dem Jahr 1915 wurde von den Gebrüdern Moroder geschaffen.[9] Die Urloffener Kirche zählt zu den schönsten Kirchen im Stil des Klassizismus in Baden.

### Skaterszene
In Urloffen hat sich seit den 1990er Jahren eine Skater-Szene etabliert, die ihren zentralen Treffpunkt am Skaterplatz an der Gewerbestraße in Urloffen hat. Hauptbeschäftigung ist das Skaten mit dem Skateboard, wobei in der Szene auch Inlineskater und BMX-Fahrer aktiv sind.
Die Gemeinde Appenweier investierte 2012 und 2013 in neue Rampen aus Beton und die Erweiterung der Anlage um eine Miniramp. Neben der Erweiterung des Einzugsgebiets der Skateanlage auf die Region um Bühl, Offenburg, Achern und Oberkirch erhöhte dies die Vielfältigkeit der Skate-Möglichkeiten und die personelle Aufnahmefähigkeit der Anlage.

### Religionen
Seit der Dekanatsreform am 1. Januar 2008 gehört Appenweier und seine Ortsteile Urloffen und Nesselried mit der St. Michael-, der St. Martin- und der Mariä Himmelfahrt-Kirche zum Dekanat Offenburg-Kinzigtal und gehört zudem zur Seelsorgeeinheit Appenweier-Durbach.

## Wirtschaft und Infrastruktur

### Unternehmen
Die Weiss Automotiv GmbH ist der größte Arbeitgeber in der Gemeinde Appenweier mit über 500 Mitarbeitern. Weiss ist Systemlieferant der Automobilindustrie für die Herstellung, Lackierung, Montage und Logistik von Kunststoffanbauteilen im Exterieurbereich.
Die Firma Klocke Pharma-Service, die zur Klocke-Gruppe gehört, mit Sitz im Ortsteil Urloffen, ist mit über 300 Mitarbeitern der zweitgrößte Arbeitgeber in der Gemeinde Appenweier. Die Unternehmen der Gruppe sind spezialisiert auf die Auftragsherstellung und Verpackung von Arzneimitteln, Impfstoffen und kosmetischen Produkten.
Im Ortsteil Urloffen gibt es mehrere Meerrettich anbauende und verarbeitende Betriebe. Zweimal im Jahr wird dort das Meerrettichfest gefeiert.
Der ehemalige Plattenspielerhersteller Dual betrieb im Ortsteil Urloffen ein Werk, das von 1971 bis 1980 produzierte.

### Verkehr

#### Bahnverkehr
Appenweier ist ein Eisenbahnknoten, an dem insgesamt drei Eisenbahnstrecken aufeinandertreffen. Die Rheintalbahn verbindet Appenweier mit Mannheim über Karlsruhe sowie Basel über Offenburg und Freiburg im Breisgau. Die Europabahn stellt die Verbindung mit dem französischen Straßburg über Kehl her und die Renchtalbahn zweigt nach Bad Griesbach ab.
Ein großes Problem stellt für Appenweier die vorgesehene neue Einfädelung der Europabahn in die Rheintalbahn dar. Geplant ist eine Schnellfahrstrecke, die den Ort Appenweier faktisch teilen würde, wogegen sich starker Widerstand regt. Alternativ wäre es möglich, die Hochgeschwindigkeitszüge zwischen Frankreich und Deutschland über die stillgelegte und teilweise abgebaute Bahnstrecke Rœschwoog–Rastatt zu führen, was eine erhebliche Beschleunigung erlauben und in Appenweier keine größeren Baumaßnahmen erfordern würde.

#### Radverkehr
Durch Alltagsrouten aus dem Radnetz Baden-Württemberg ist Appenweier 
- mit Offenburg,
- über den Ortsteil Zimmern und über Renchen mit Achern und
- über Willstätt mit Kehl verbunden.

Durch Appenweier verlaufen zwei Landes-Radfernwege: 
- Der Badische Weinradweg[14] führt von Grenzach-Wyhlen am Hochrhein nach Laudenbach im Norden Baden-Württembergs, dabei werden sieben der neun badischen Weinanbaugebiete untereinander verbunden. Die Route verläuft aus Gengenbach über Durbach kommend in den Ortsteil Nesselried und weiter über Nußbach und Zusenhofen nach Oberachern.
- Der Naturpark-Radweg Schwarzwald Mitte/Nord führt rund um selbigen Naturpark. Er verläuft dabei von Offenburg über Rammersweier und Ebersweier durch das Gemeindegebiet Appenweiers und weiter über Zusenhofen nach Oberachern.

#### Fernstraßen
Parallel zur Rheintalbahn führt die Bundesautobahn 5 an Appenweier vorbei und die Bundesstraße 3 mitten hindurch. Gekreuzt werden beide vor den Toren Appenweiers von der Bundesstraße 28, über die man ostwärts in das Renchtal des Mittleren Schwarzwaldes oder westwärts über Kehl und den Rhein (Europabrücke) nach Straßburg gelangt.

## Persönlichkeiten

### Söhne und Töchter der Stadt
- Maximilian Werner (1815–1875), Politiker, Mitglied der Frankfurter Nationalversammlung
- Oscar Müller (1877–1960), Journalist und beamteter Pressechef der Reichsregierung
- Franz Geiler (1879–1948), Gewerkschafter, Landtagsabgeordneter (SPD)
- Georg Lechleiter (1885–1942), Vorsitzender der kommunistischen Fraktion im Landtag der Republik Baden und Kopf einer Widerstandsgruppe in der Zeit des Nationalsozialismus
- Paul Werner (1900–1970), SS-Standartenführer und Ministerialrat
- Patrick Dreier (* 1964), Trompeter

### Weitere Persönlichkeiten
- Walther Zimmermann (1890–1945), Leiter der ehemaligen Paracelsus-Apotheke in Appenweier vom 25. Januar 1941 bis zu seinem Tod am 20. Mai 1945
- Stefan Schaub (* 1952), Musikpädagoge, Psychologe, Musikwissenschaftler und Autor
- Dieter Kaufmann (1953–2019), verübte im Oktober 1990 in Oppenau das Attentat auf Wolfgang Schäuble
- Martin Knosp (* 1959), Freistilringer und Weltmeister, lebt im Ortsteil Urloffen
- Sandra Klösel (* 1979), Tennisspielerin, lebt im Ortsteil Urloffen
- Franz Xaver Weingärtner (1805–1867), Katholischer Geistlicher, Pfarrer in Appenweier